# Talaʿ al-Badru ʿAlaynā
Talaʿ al-Badru ʿAlaynā (en árabe, طَلَعَ البَدْر عَلَيْنَا) es un nashīd –poema islámico tradicional– que los ansaríes cantaron para el profeta Mahoma a su llegada a Medina.
Muchas fuentes afirman que fue cantada por primera vez cuando buscó refugio allí después de verse obligado a abandonar La Meca, su ciudad natal. Otros autores no están de acuerdo al decir que la segunda línea diga Desde el valle de Wadá (ﻣﻦ ﺛﻨﻴﺎﺕ ﺍﻟﻮﺩﺍﻉ). El valle de Wadá era el lugar donde la gente caminaba con sus seres queridos que viajaban y se despedían. Se encuentra al norte de Medina y al sur de La Meca y Mahoma llegó a la Mezquita de Quba que está al sur, por lo que es geográficamente imposible que se cantara en la Hégira, dicen algunos.
La opinión alternativa expuesta principalmente por Ibn Ḥajar al-ʿAsqalānī es que fue cantada a Mahoma a su llegada a Medina, para darle la bienvenida tras completar la Batalla de Tabuk.

## Letra
| En árabe                                    | Traducción                              |
| ------------------------------------------- | --------------------------------------- |
| طلع البدر علينا ṭala‘a 'l-badru ‘alaynā     | La luna blanca se alza sobre nosotros   |
| من ثنيات الوداع min thaniyyāti 'l-wadā‘     | Desde el valle del Wadá                 |
| وجب الشكر علينا wajaba 'l-shukru ‘alaynā    | Y le queremos dar las gracias           |
| ما دعا للـه داع mā da‘ā li-l-lāhi dā‘a      | Con todos llamándole a Él [Alá]         |
| أيها المبعوث فينا ayyuha 'l-mab‘ūthu fīnā   | El enviado entre nosotros               |
| جئت ﺑﺎلأمر المطاع ji’ta bi-l-’amri 'l-muṭā‘ | ¿Quién vino con la Santa Orden?         |
| جئت شرفت المدينة ji’ta sharrafta 'l-madīnah | Trajiste nobleza a esta ciudad [Medina] |
| مرحبا يا خير داع marḥaban yā khayra dā‘     | Bienvenido, al mejor llamado por Él     |